# Šichova Vesec
Šichova Vesec (německy Schich Wesetz) je malá vesnice, část obce Nadějkov v okrese Tábor v Jihočeském kraji. Nachází se asi 1,5 kilometru západně od Nadějkova. Je zde evidováno 6 adres. V roce 2011 zde trvale žili čtyři obyvatelé.
Šichova Vesec leží v katastrálním území Mozolov o výměře 3,45 km².

## Historie
První písemná zmínka o vesnici pochází z roku 1379. Původní název vesnice byl Vesce Pupinova. Tento název byl odvozený od vladyky Velíka Pupina, který zde žil v 14. století. Pozdější název Šichova Vesec získala ves v 16. století po dalším z majitelů.

## Obyvatelstvo
| Rok            | 1869 | 1880 | 1890 | 1900 | 1910 | 1921 | 1930 | 1950 | 1961 | 1970 | 1980 | 1991 | 2001 | 2011 | 2021 |
| -------------- | ---- | ---- | ---- | ---- | ---- | ---- | ---- | ---- | ---- | ---- | ---- | ---- | ---- | ---- | ---- |
| Počet obyvatel | 50   | 47   | 41   | 41   | 41   | 34   | 40   | 27   | 25   | 18   | 15   | 6    | 8    | 4    | 9    |
| Počet domů     | 7    | 7    | 7    | 7    | 6    | 6    | 7    | 7    | 7    | 4    | 4    | 5    | 6    | 6    | 6    |

## Obecní správa
Při sčítání lidu v letech 1850–1979 Šichova Vesec byla osadou obce Petříkovice, se kterým patřila nejprve do okresu Sedlčany, ale v roce 1950 v okrese Milevsko a od roku 1960 v okrese Písek. Od 1. ledna 1980 je částí obce Nadějkov v okrese Písek, ale od 24. listopadu 1990 v okrese Tábor.

## Zajímavost
Na dolním konci vesnice na louce se nalézá svatební kámen. Jedná se o kámen s vyhloubeným důlkem, do kterého se dával střelný prach. Tak byli vítáni svatebčané ze vsi.

## Pamětihodnosti
- Ve vesnici se nachází kamenná zvonice. Tato zvonice byla postavena roku 1926 z finančních sbírek mezi místními občany. Náklady na stavbu činily celkem 3 300 korun.
- Vedle zvonice se nachází kamenný kříž rodiny Benešovy. Na podstavci kříže je datace a tento nápis: 1904 věnoval ku cti a chvále boží Matěj Beneš

## Pověst
Velká ohnivá světla, která se kutálela dolů ze stráně a děsila kolemjdoucí, byla údajně viděna ještě v dobách nedávných.

## Galerie

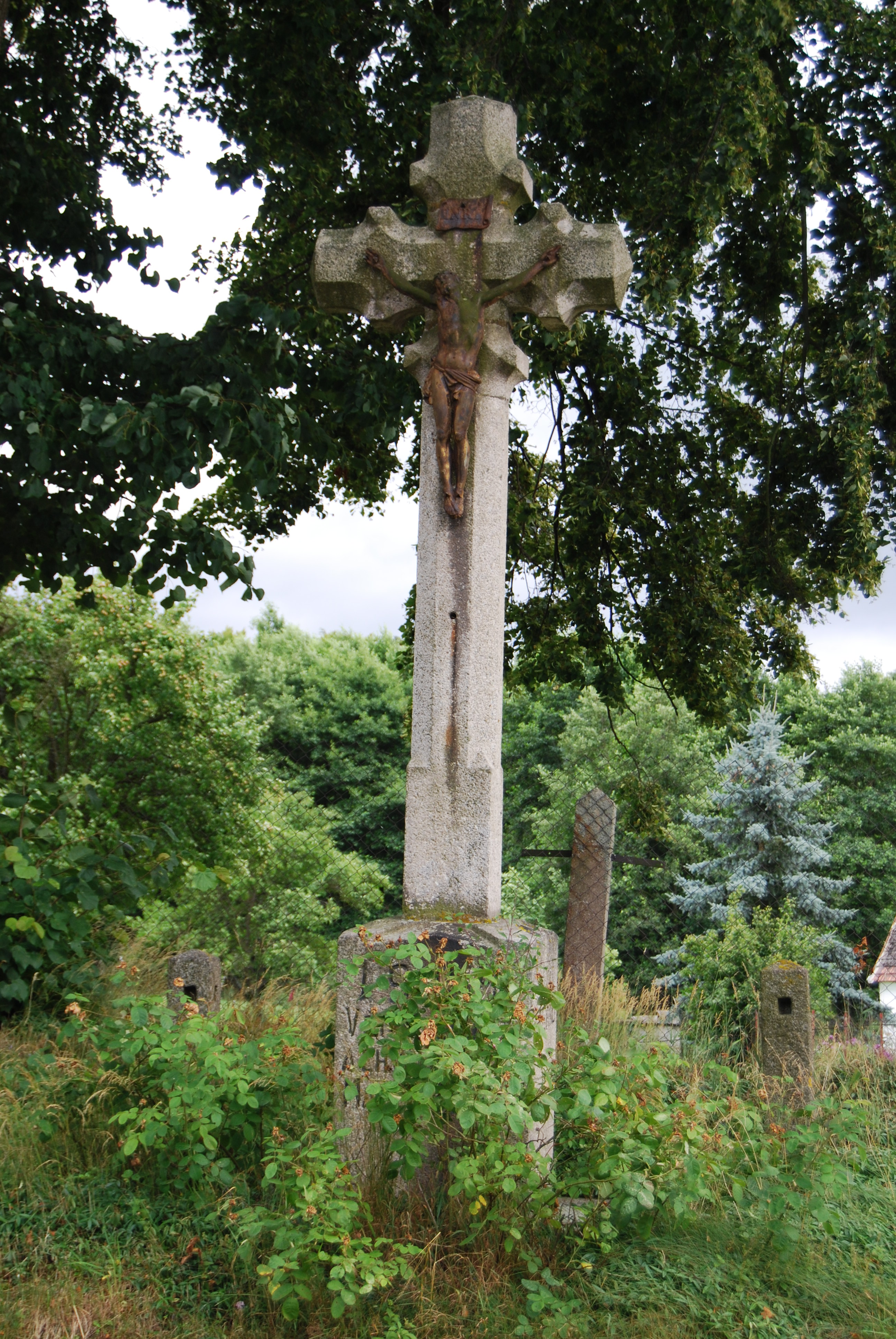
Benešův kříž
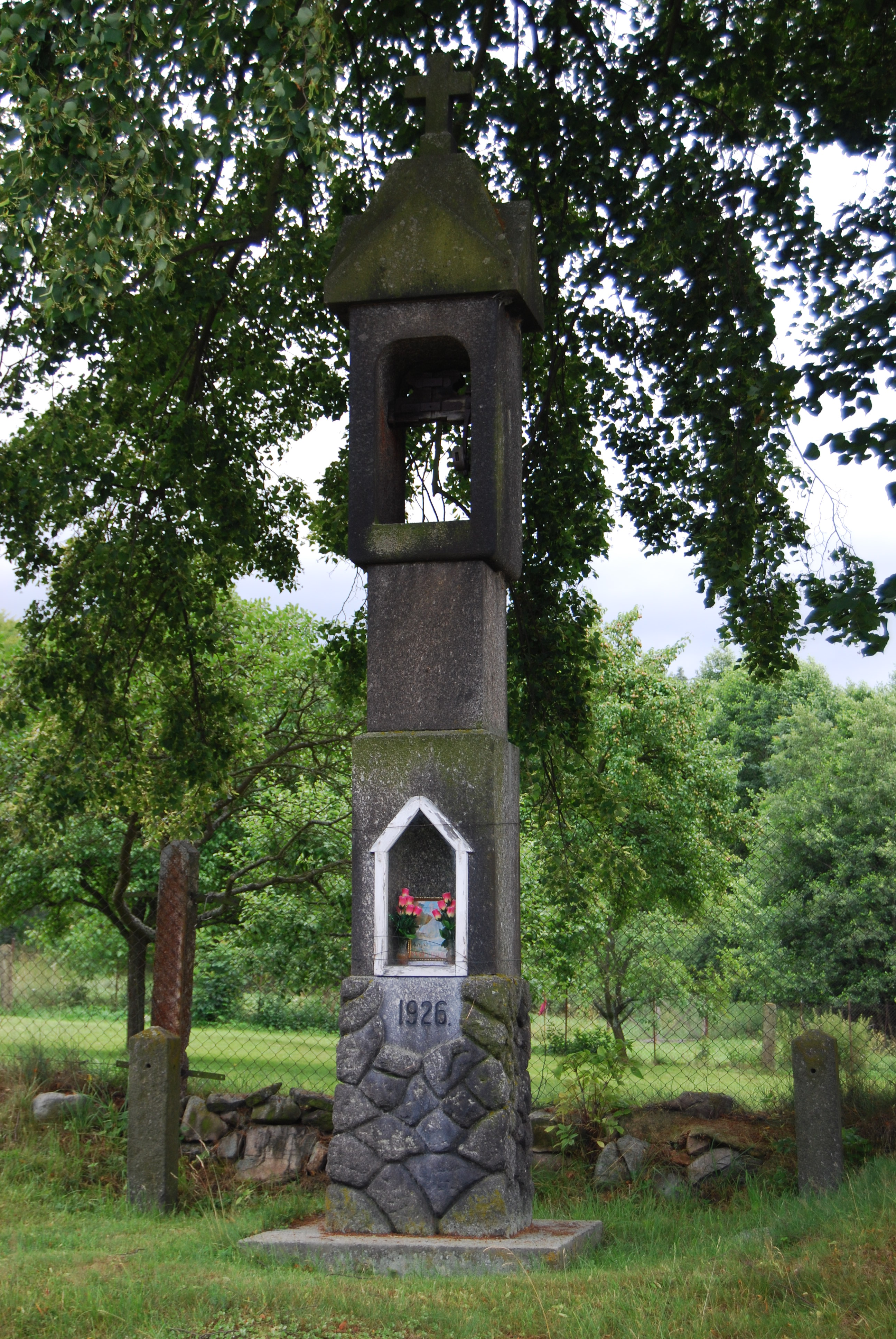
Zvonička ve vesnici
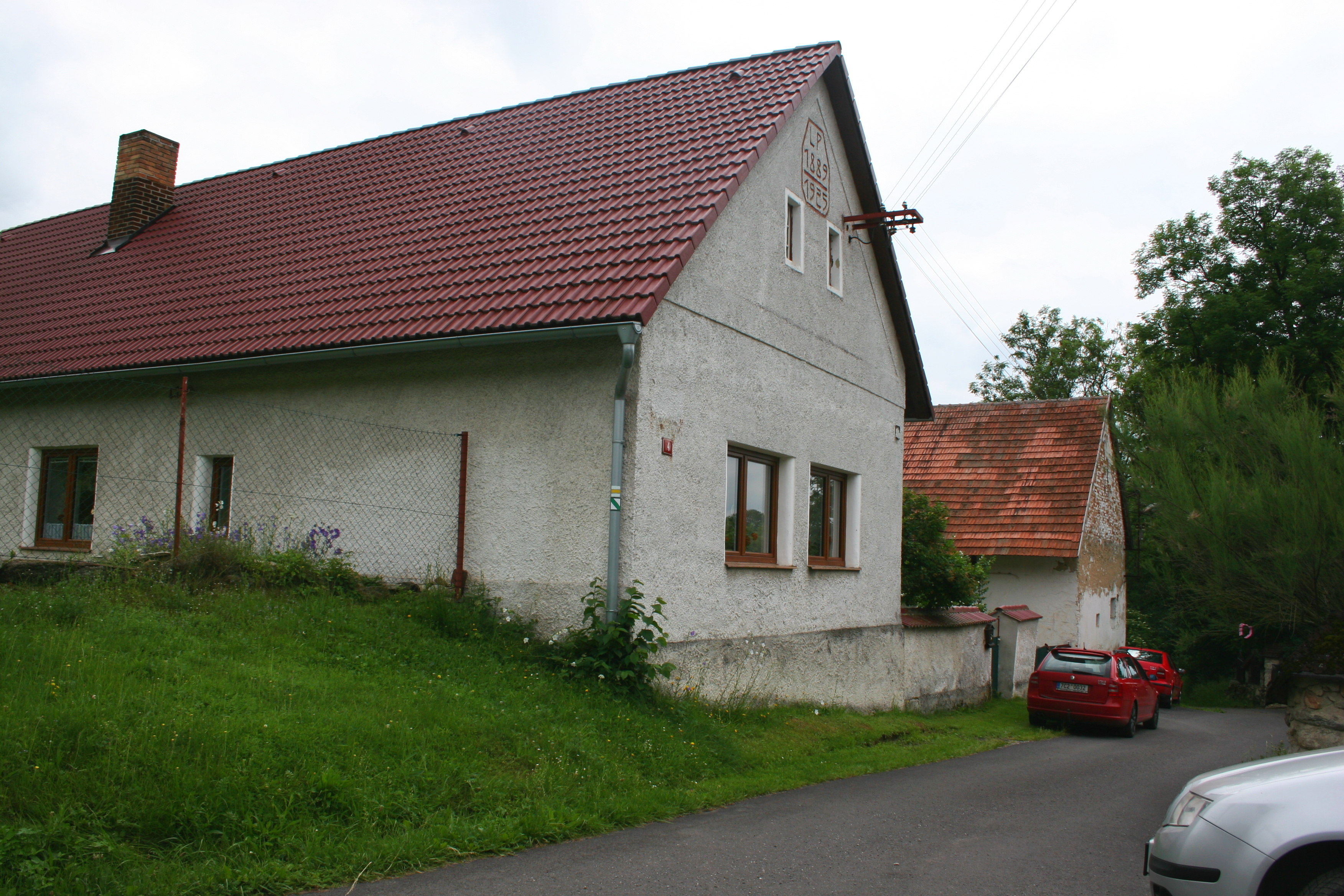
Dům